# Бањела (Бергамо)
Бањела је насеље у Италији у округу Бергамо, региону Ломбардија.
Према процени из 2011. у насељу је живело 224 становника. Насеље се налази на надморској висини од 748 м.